# Eduardo Adaro
Eduardo Adaro (Espanha, 1848 — 1906)
Foi um arquitecto espanhol, membro da Academia de Belas artes e autor, entre outras obras, do edifício do Banco de Espanha em Madrid.